# 續木淳平
續木 淳平（つづき じゅんぺい、1983年5月10日 - ）は日本の俳優。Nabura所属。大阪芸術大学舞台芸術学科卒業。大阪府出身。

## 略歴・人物
- 特技はサッカー、水泳、バドミントンなど運動全般。
- 趣味はバイク、旅行など。

幼少期よりサッカーを続け高校までサッカーに打ち込む。高校卒業後の進路を考えた際に、昔テレビなどで見た演劇作品や俳優に憧れていたことを思い出し、大阪芸術大学舞台芸術学科に入学。俳優の道を志す。2008年大学卒業。
2012年から蜷川幸雄が主宰するさいたまネクスト・シアター3期生として活動し、蜷川作品に数多く出演。（さいたまネクスト・シアターは2021年に解散）2019年より株式会社Naburaに所属する。

## 出演

### 映画
- 台風一家（2014年、奧秀太郎監督)
- 東京リベンジャーズ（2021年、英勉監督）
- 千夜、一夜（2022年、久保田直監督）
- 光復（2022年、深川栄洋監督）
- シサム（2024年、中尾浩之監督）

### ドラマ
- やすらぎの刻〜道（2019年、テレビ朝日）
- パレートの誤算 〜ケースワーカー殺人事件 第4話・5話（2020年、WOWOW）
- ケイジとケンジ〜所轄と地検の24時〜 第9話（2020年、テレビ朝日）
- にじいろカルテ 第4話（2021年、テレビ朝日）
- ＃コールドゲーム（2021年、東海テレビ・フジテレビ）〈森 役〉
- 義経のスマホ（2022年、NHK）
- 新・信長公記〜クラスメイトは戦国武将〜 第1話（2022年、日本テレビ）
- 親愛なる僕へ殺意をこめて（2022年、フジテレビ）
- ドロップ 第8話〜最終話（2023年、WOWOW）
- ノッキンオン・ロックドドア 第7話（2023年、テレビ朝日）
- 下剋上球児 第7話（2023年、TBS）
- テレビ報道記者〜ニュースをつないだ女たち〜（2024年、日本テレビ）
- 街並み照らすヤツら（2024年、日本テレビ）
- 法廷のドラゴン 第1話（2025年1月17日、テレビ東京）-  丸橋和登 役
- 風のふく島 第6話（2025年2月15日、テレビ東京） -  隊長 / 奥宮雅史 役[1]

### 舞台
- ロンググッドバイ（2012年　演出：蜷川幸雄）
- トロイアの女たち（2012年　演出：蜷川幸雄）
- オイディプス王（2013年　演出：蜷川幸雄）
- 鴉よ俺たちは弾丸をこめる（2013年　演出：蜷川幸雄）
- 盲導犬（2013年　演出：蜷川幸雄）
- 唐版　滝の白糸（2013年　演出：蜷川幸雄）
- ヴォルフガングボルフェルトの作品からの9章（2013年　演出：蜷川幸雄）
- カリギュラ（2014年　演出：蜷川幸雄）
- 太陽2068（2014年　演出：蜷川幸雄）
- ジュリアスシーザー（2014年　演出：蜷川幸雄）
- リチャード2世（2015年、2016年　演出：蜷川幸雄）
- NIANGAWAマクベス（2015年　演出：蜷川幸雄）
- 一万人のゴールドシアター金色交響曲（2016年　演出：ノゾエ征爾）
- 中国の不思議な役人（2017年　演出：松村武）
- 薄い桃色のかたまり（2017年　演出：岩松了）
- アテネのタイモン（2017年　演出：吉田鋼太郎）
- NINAGAWAマクベス（2017年　演出：蜷川幸雄）
- 第三世代（2018年　演出：中津留章仁）
- ヘンリー5世（2019年　演出：吉田鋼太郎）
- city（2019年　演出：藤田貴大）
- 蜷の綿（2019年　演出：井上尊晶）
- 村のドン・キホーテ（2020年　演出：田中泯）
- 作者を探す六人の登場人物（2020年　演出：小川絵梨子）リーディング公演
- 雨花のけもの（2021年　演出：岩松了）
- ジョン王（2022年　演出：吉田鋼太郎）
- ある風景（2023年　演出：戸田彬弘）

### MV
- ゆず「雨のち晴レルヤ」（2013年）